# Yvonne Suter

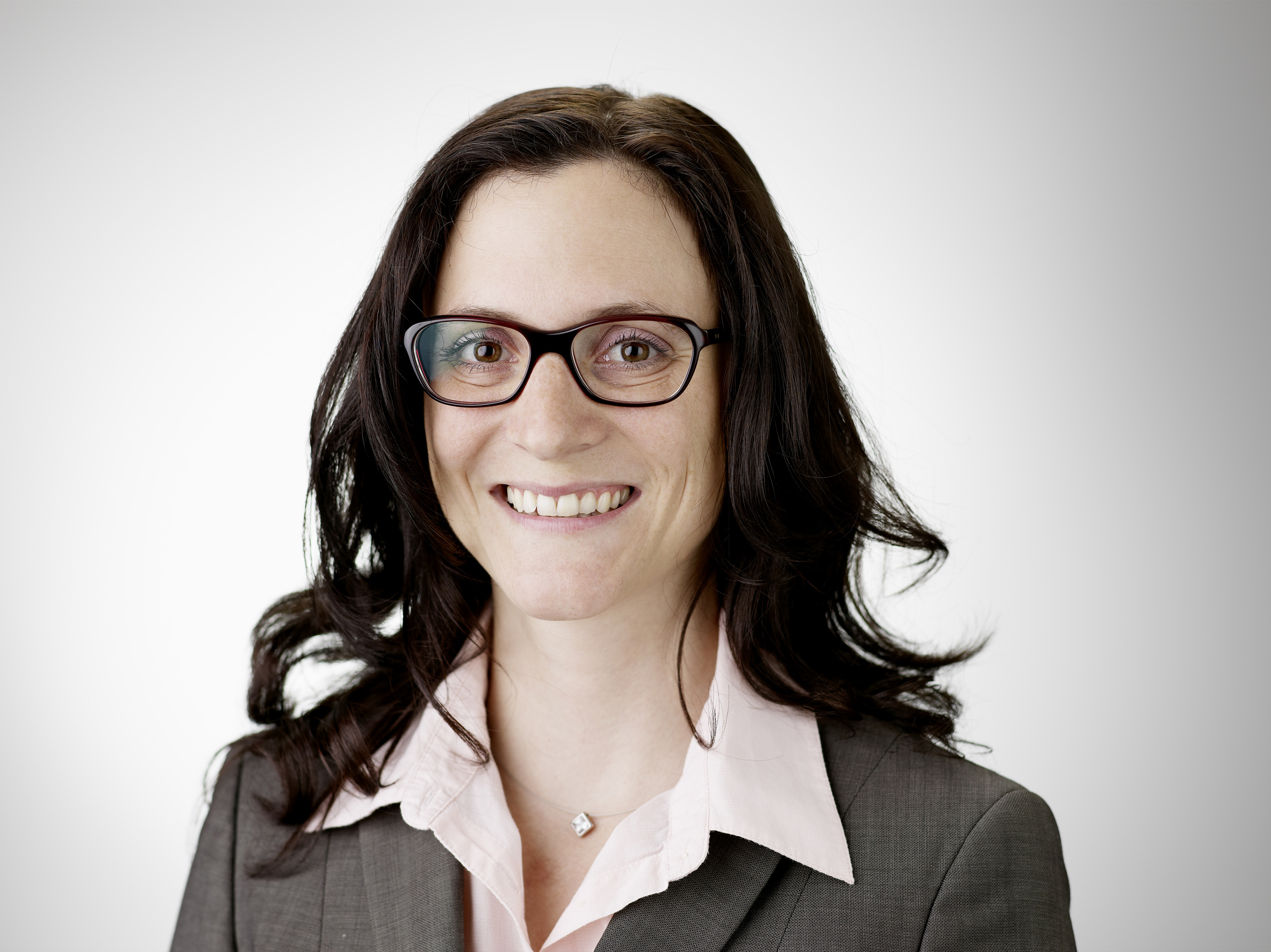
Yvonne Suter (2011)

Yvonne Suter (* 19. Mai 1977; Bürgerin von Rapperswil-Jona und Lengnau) ist eine Schweizer Politikerin (CVP).

## Biografie
Suter wuchs in Rapperswil-Jona auf, wo sie nach wie vor wohnhaft ist. Sie besuchte die Kantonsschule Pfäffikon, wo sie mit der mathematisch-naturwissenschaftlichen Maturität abschloss. An der Universität St. Gallen studierte sie Staatswissenschaften und schloss mit dem Lizenziat ab. Aktuell arbeitet Suter im Kader einer Schweizer Privatbank, wo sie den Bereich Nachhaltigkeit und nachhaltige Anlagen leitet.
Suter ist Mitglied des Universitätsrates der Universität St. Gallen sowie im Vorstand des Kantonalen Gewerbeverbandes St. Gallen. Sie ist verheiratet und Mutter einer Tochter.

## Politische Ämter
Suter kandidierte 2007 auf der Liste der Jungen CVP des Kantons St. Gallen für den Nationalrat und erzielte das beste Ergebnis auf der Liste. In den Nationalratswahlen 2011, 2015 und 2019 kandidierte sie für die CVP Kanton St. Gallen und verpasste die Wahl in den Nationalrat nur knapp. Suter war im Jahr 2011 auch eine von vier Spitzenkandidaturen der Jungen CVP Schweiz.
2008 kandidierte Suter auf der Liste West der CVP Linth für den St. Galler Kantonsrat. Im Januar 2011 rückte sie für den in die Regierung gewählten Benedikt Würth in den Kantonsrat nach. In den Kantonsratswahlen 2012, 2016 und 2020 wurde sie jeweils wieder in den Kantonsrat gewählt, im Jahr 2020 mit dem besten Ergebnis aller Kandidierenden des Wahlkreises See-Gaster. Im September 2010 wurde sie in einer Kampfwahl gegen einen Kandidaten der Grünliberalen Partei mit grossem Mehr in die Geschäftsprüfungskommission (GPK) der Stadt Rapperswil-Jona gewählt. Im Jahr 2015 trat sie aus der GPK der Stadt Rapperswil-Jona zurück.
Suter ist Vizepräsidentin der CVP Kanton St. Gallen und Vizepräsidentin der CVP-EVP-Fraktion im St. Galler Kantonsrat. Sie präsidierte sieben Jahre lang die CVP Rapperswil-Jona, vier Jahre lang die CVP Linth und zehn Jahre lang die Junge CVP Linthgebiet. Als Initiantin der Interessengemeinschaft (IG) «Pro Bildungsstandort Linthgebiet» setzt sie sich für das duale Bildungssystem und für eine gute Bildungsinfrastruktur ein.